# Phillip Island Trophy
Il Phillip Island Trophy è stato un torneo professionistico di tennis giocato sul cemento di Melbourne Park di Melbourne in Australia. Ha fatto parte della categoria WTA 250. La prima ed unica edizione del torneo si è svolta dal 15 al 19 febbraio 2021. Ha vinto il premio come miglior torneo della sua categoria.

## Albo d'oro

### Singolare
| Anno | Categoria | Campionessa      | Finalista      | Punteggio     |
| ---- | --------- | ---------------- | -------------- | ------------- |
| 2021 | WTA 250   | Dar'ja Kasatkina | Marie Bouzková | 4–6, 6–2, 6–2 |

### Doppio
| Anno | Categoria | Campionesse                    | Finaliste                         | Punteggio        |
| ---- | --------- | ------------------------------ | --------------------------------- | ---------------- |
| 2021 | WTA 250   | Ankita Raina Kamilla Rachimova | Anna Blinkova Anastasija Potapova | 2–6, 6–4, [10–7] |